# Сирийский экспресс
«Сири́йский экспре́сс» — сложившееся в российских СМИ условное обозначение регулярных походов российских десантных кораблей в Сирию. Целью этих походов, согласно наиболее распространённой версии, являлась поставка вооружений и боеприпасов для Вооружённых сил Сирии. Согласно официальным данным, корабли перевозили некий «специальный груз». Выбор именно десантных кораблей основан на невозможности для третьих стран задержать их и подвергнуть досмотру. С 2015 года ВМФ дополнительно начал использовать для доставки грузов приобретённые у Турции и Украины сухогрузы.
Согласно официальной позиции представителей «Рособоронэкспорта», поставки в Сирию не нарушают никакие международные санкции, наложенные на Сирию.

## Происхождение наименования
В блогах нередко указывается на аналогию с Токийским экспрессом контр-адмирала Танаки на Гуадалканале, в котором использовались изначально не приспособленные для перевозки военных грузов корабли — эскадренные миноносцы. С их помощью японцам удалось добиться в 1942 году паритета сил с силами союзников.
Первое упоминание названия «Сирийский экспресс» было отмечено в 2012 году. Постепенно это название распространилось в СМИ и блогах, нередко обозначая поставки оружия в целом. «Экспресс» в словосочетании означает «скоростной поезд», что связано с высокой частотой рейсов и сжатыми сроками походов.
За пределами Рунета термин распространён слабо, но встречается.

## Предыстория

### Гражданская война в Сирии
В начале 2011 года в Сирии вспыхнули массовые беспорядки, постепенно переросшие в восстание, в ходе которого против центрального правительства объединились разнородные силы — дезертиры из сирийской армии, исламисты различной степени радикальности. Попытки мирного урегулирования не принесли результатов, и уже к 2012 году в стране де-факто шла гражданская война, в ходе которой сирийская армия понесла значимые потери — в руки антиправительственных сил попали арсеналы и целые военные базы.

### Задержание суднаChariot
11 января 2012 судно Chariot под флагом государства Сент-Винсент и Гренадины, принадлежащее компании Westberg Ltd., было досмотрено в кипрском порту Лимасол на пути из Санкт-Петербурга в сирийский порт Латакия. Сообщается, что на борту «Chariot» находились патроны. Несмотря на введённое Евросоюзом эмбарго на поставки оружия в Сирию, власти Кипра позволили «Chariot» продолжить путь с условием, что судно изменит маршрут. Они ожидали, что Chariot направится в Турцию. Однако затем власти Турции объявили, что судно прибыло в сирийский порт Тартус, где расположена российская военно-морская база, и при этом с него были сняты приборы, распространяющие сигналы о местонахождении судна. По этому поводу власти США обратились к властям России с просьбой разъяснить характер перевозимого груза.

## Сценарий похода
Большие десантные корабли приходят с мест своего базирования (на начало 2014 года в походах участвовали десантные корабли Северного, Черноморского и Балтийского флотов) в Новороссийскую военно-морскую базу, где берут на борт груз, после чего идут через Черноморские проливы, Эгейское и Средиземное море к берегам Сирии, где разгружаются на российском пункте материально-технического обеспечения в Тартусе.

## Задействованные суда

### Черноморский флот
197-я бригада десантных кораблей
- «Азов»
- «Цезарь Куников»
- «Ямал»
- «Николай Фильченков»[7]
- «Новочеркасск»
- «Саратов»

Другие
- «Кызыл-60» (ранее — «Smyrna», Турция)
- «Казань-60» (ранее — «Георгий Агафонов», Украина)
- «Вологда-50» (ранее — «Dadali», Турция)
- «Двиница-50» (ранее — «Alican Deval», Турция)

### Балтийский флот
- «Александр Шабалин»
- «Калининград»[9]
- «Королёв»[10]
- «Минск»[9]

### Северный флот
- «Георгий Победоносец»
- «Александр Отраковский»

### Гражданские суда
Паром-ролкер «Александр Ткаченко» (в 2015 году, в обычном режиме используется на переправе в Крым)